# Schwarzhalstaucher
Der Schwarzhalstaucher (Podiceps nigricollis) ist eine Vogelart aus der Familie der Lappentaucher (Podicipedidae), der in Eurasien, Nordamerika und Afrika verbreitet ist. Als Brutvogel und Teilzieher kommt er im gesamten mitteleuropäischen Gebiet vor. Zusätzlich ist er hier Durchzügler und an geeigneten Standorten findet er sich als Wintergast ein.
Abweichend von den meisten Vertretern der Familie der Lappentaucher lebt er gesellig. Er brütet in Gruppen oder in Kolonien, die aus einigen hundert Paaren bestehen können. Charakteristisch für die Art sind starke Bestandsschwankungen sowohl von Jahr zu Jahr als auch in mehrjährigen Intervallen.

## Erscheinungsbild
Der Schwarzhalstaucher erreicht ausgewachsen eine Körpergröße von 30 bis 35 Zentimeter und ein Gewicht zwischen 250 und 600 Gramm. Er ist damit kleiner als ein Blässhuhn, aber größer als etwa ein Zwergtaucher. Sein schmaler Schnabel ist leicht nach oben gebogen. Die Stirn ist steil und hoch. Es besteht kein auffälliger Geschlechtsdimorphismus.

### Pracht- und Schlichtkleid adulter Schwarzhalstaucher

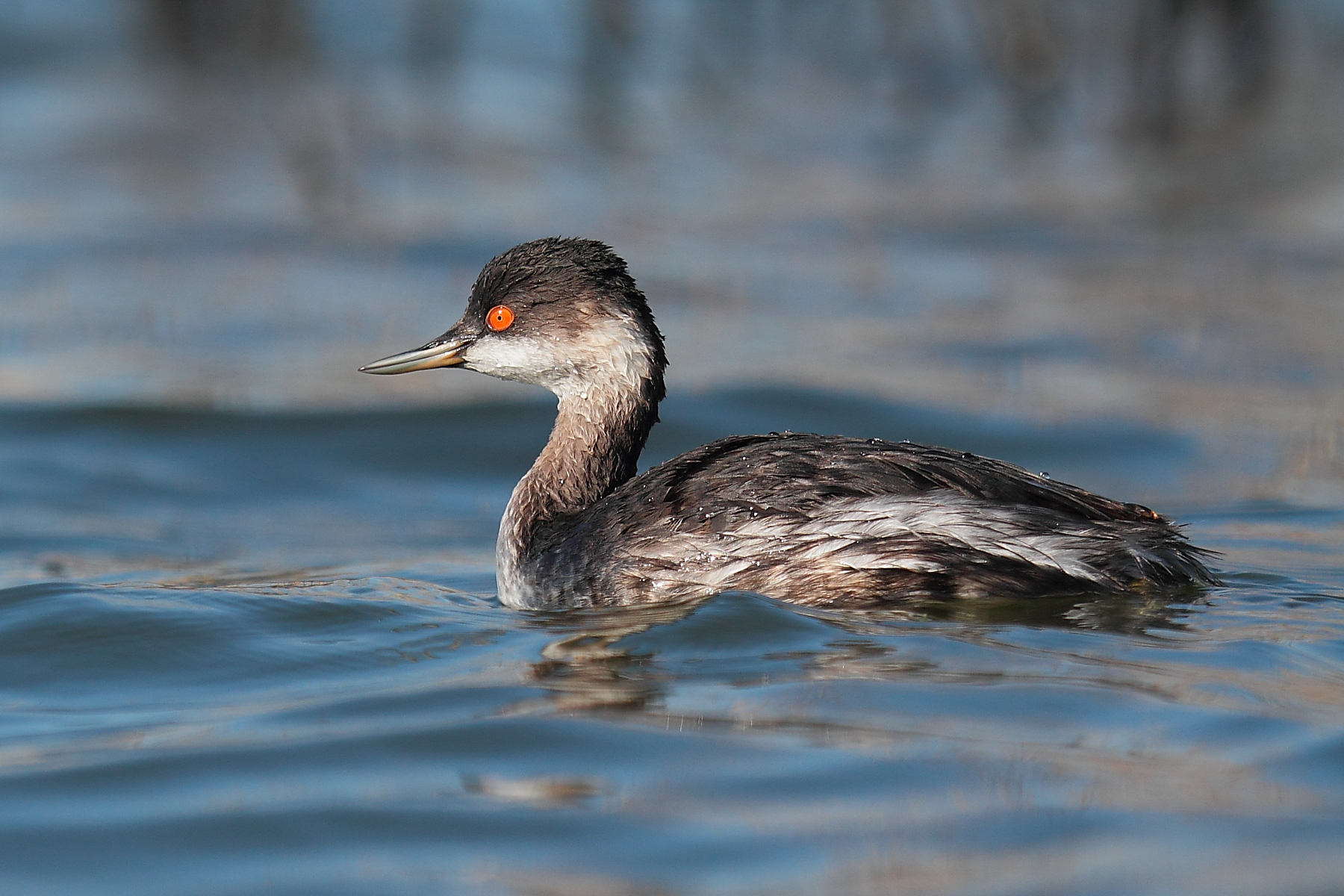
Schwarzhalstaucher im Schlichtkleid

Im Prachtkleid sind der Kopf, der Hals, der Rücken und die Vorderbrust schwarz. Der untere Teil der Brust ist weiß mit braunen Flecken, der Bauch weiß. Die Körperseiten sind rötlichbraun. Die Iris ist auffallend rot. Am Hinterkopf befindet sich eine kleine Haube. Die Ohrenbüschel am Kopf sind gelb bis bronzefarben und bilden kein geschlossenes Dreieck, wie dies beim Ohrentaucher der Fall ist. Die äußeren Handschwingen sind schwarz-grau, die inneren weisen dagegen eine Beimengung von Weiß auf. Die Armschwingen sind überwiegend weiß, lediglich die innersten sind schwärzlich. Der Unterflügel ist weiß und der Unterschwanz ist rötlich oder rauchgrau.
Im Übergangskleid zum Schlichtkleid ist die rotbraune Färbung der Körperseiten reduziert. Die Kehle, der Vorderhals sowie die Brust sind hell.
Im Schlichtkleid ist die Körperoberseite, der Hinterhals und der Oberkopf graubraun. Hinter den Ohren befindet sich ein heller Fleck, die Haube fehlt. Die Körperunterseite sowie die Körperseiten, der vordere Hals, die Halsseiten und die Kehle sind weiß. In den Überwinterungsgebieten Westeuropas wechseln ausgewachsene Vögel vom Schlichtkleid ins Prachtkleid im Zeitraum Februar bis April. Bei Jungvögeln, die im Vorjahr geschlüpft sind, kann sich der Wechsel bis in den Mai hinziehen.

### Küken und Jungvögel

Schwarzhalstaucher mit Küken

Frisch geschlüpfte Dunenjunge sind am Rücken eintönig schwarzgrau, der Bauch ist hell. Der Kopf, der auf der Oberseite schwarz ist, weist zwei eckige helle Flecken auf. Die Kehle und der obere Hals sind hell mit einzelnen dunklen Flecken. Der Schnabel ist rot mit jeweils einer dunklen Binde in der Höhe der Nasenöffnung eine zweite vor der Schnabelspitze. Jungvögel gleichen den adulten Vögeln im Schlichtkleid. Allerdings sind bei Jungvögeln die hellen Flecken an den Kopfseiten deutlicher. Die Vorderbrust ist bei ihnen grau und die Iris ist anders als bei Adulten braun. Dunenjungen haben auf der Stirn nackte Hautstellen, die für die Aufrechterhaltung ihrer Körpertemperatur von großer Bedeutung sind. Sind die Jungen stark überhitzt, sind diese Stellen stark durchblutet und leuchten dann rot. Bei Abkühlung der Jungen werden diese Stellen dagegen blass.,

## Verhaltensmerkmale
Der Schwarzhalstaucher lebt das ganze Jahr über gesellig. Sein Ruf ist ein ansteigendes huit. Außerhalb der Brutzeit hält er sich gerne an Salzseen und an Brackgewässern auf. Dort sammeln sich dann bis zu tausend Vögel. Häufig schließen sie sich auch Lachmöwenkolonien an. Offenbar profitieren die Schwarzhalstaucher dabei von den wachsamen Möwen.

## Verbreitung

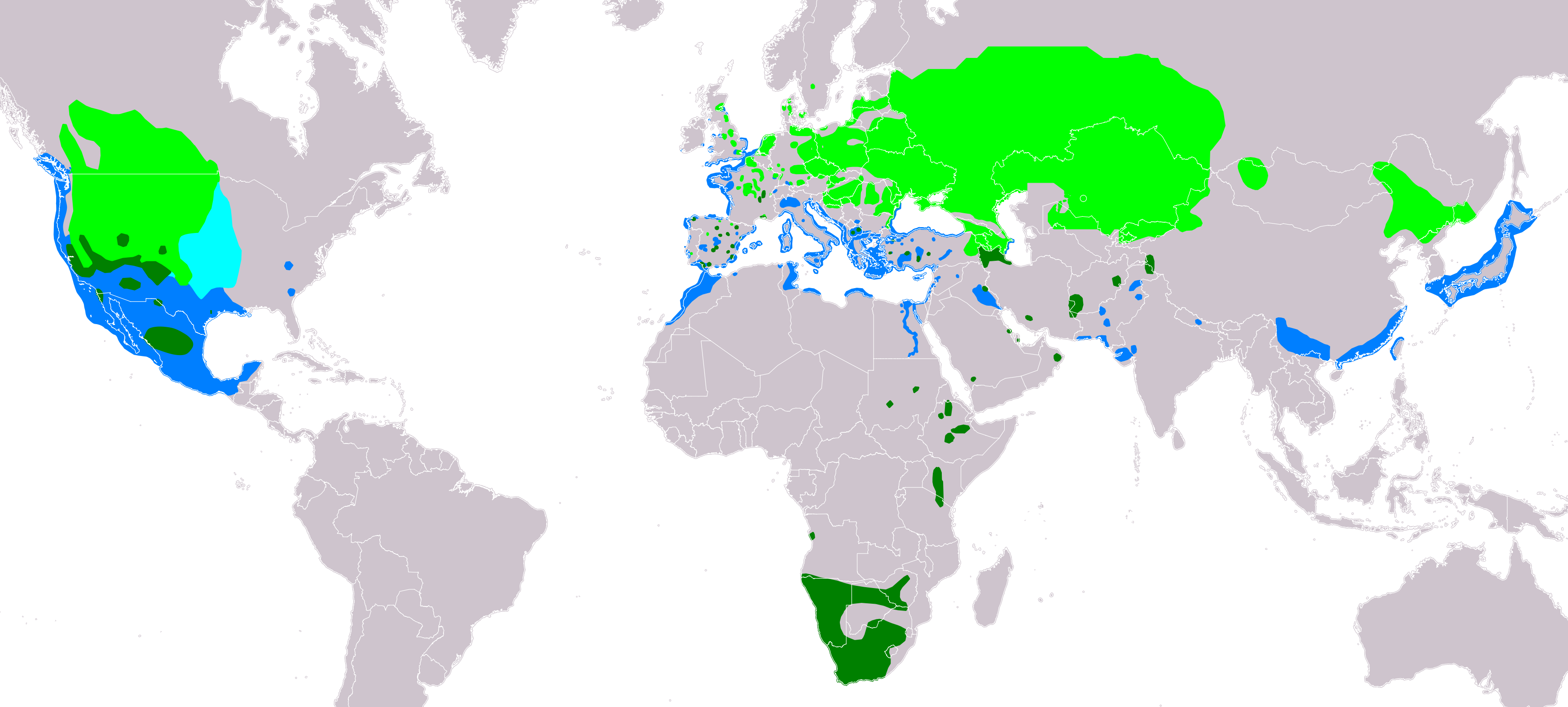
Verbreitung des Schwarzhalstauchers:
Brutgebiete
Ganzjähriges Vorkommen
Migration
Überwinterungsgebiete

Das Verbreitungsgebiet des Schwarzhalstaucher reicht lückenhaft von Westafrika und Mitteleuropa bis nach Mittelasien. Die Art kommt außerdem isoliert in Ost- und Südafrika sowie im nördlichen Ostasien und Nordamerika vor.
Er ist ein Kurzstreckenzieher mit Streuungswanderungen. Im Süden des mitteleuropäischen Verbreitungsgebietes ist er wohl auch ein Standvogel. Sein Winterquartier sind die Küsten- und Binnengewässer im Süden Großbritanniens, die Niederlande bis Biskaya, das Mittelmeergebiet sowie Nordafrika und Vorderasien. Hier ist er vor allem an den Seen der Türkei, des Irans und des Kaspisgebietes zu sehen. In Mitteleuropa überwintert er vor allem am Genfersee sowie am Bodensee.
Der Zug in die Überwinterungsquartiere erfolgt in südwestlicher bis südöstlicher Richtung. Nichtbrüter verlassen ihr Areal bereits im Sommer und auch der Großteil der brütenden Schwarzhalstaucher verlassen noch vor der Mauser im Juli bis Mitte August die Brutgewässer. Er zieht wie alle Lappentaucher während der Nacht. Während der Mauserzeit kommt es an einigen Gewässern des Alpenvorlands zu Mausertrupps, die mehrere hundert Individuen umfassen können. Zu den Gewässern, an denen solche Ansammlungen zu beobachten sind, gehört unter anderem der Bodensee, das Ismaninger Teichgebiet und der Kochelsee. In die Brutgebiete kehren die Schwarzhalstaucher ab Anfang April zurück.

## Lebensraum
Während der Brutzeit lebt der Schwarzhalstaucher an Süßwassergewässern. Er bevorzugt dabei nährstoffreiche Seen und Teiche, die sich durch einen dichten Uferbewuchs auszeichnen und über möglichst viele untergetauchte Pflanzen verfügen. Gelegentlich brütet er auf flachgründigen Fischteichen oder auf langsam fließenden Steppenflüssen. Sein bevorzugtes Brutgewässer weist eine Tiefe von 40 bis 80 Zentimetern auf. Im Kaukasus werden brütende Schwarzhalstaucher noch in einer Höhe von 2000 Metern angetroffen. In Kirgisien reicht ihre Höhenverbreitung über 3000 Meter und im Altai kommen sie auf 1500 Meter über NN vor. Sie überwintern an Küsten und auf großen Binnenseen sowie in den Niederungen großer Flüsse und auf Stauseen.

## Nahrung

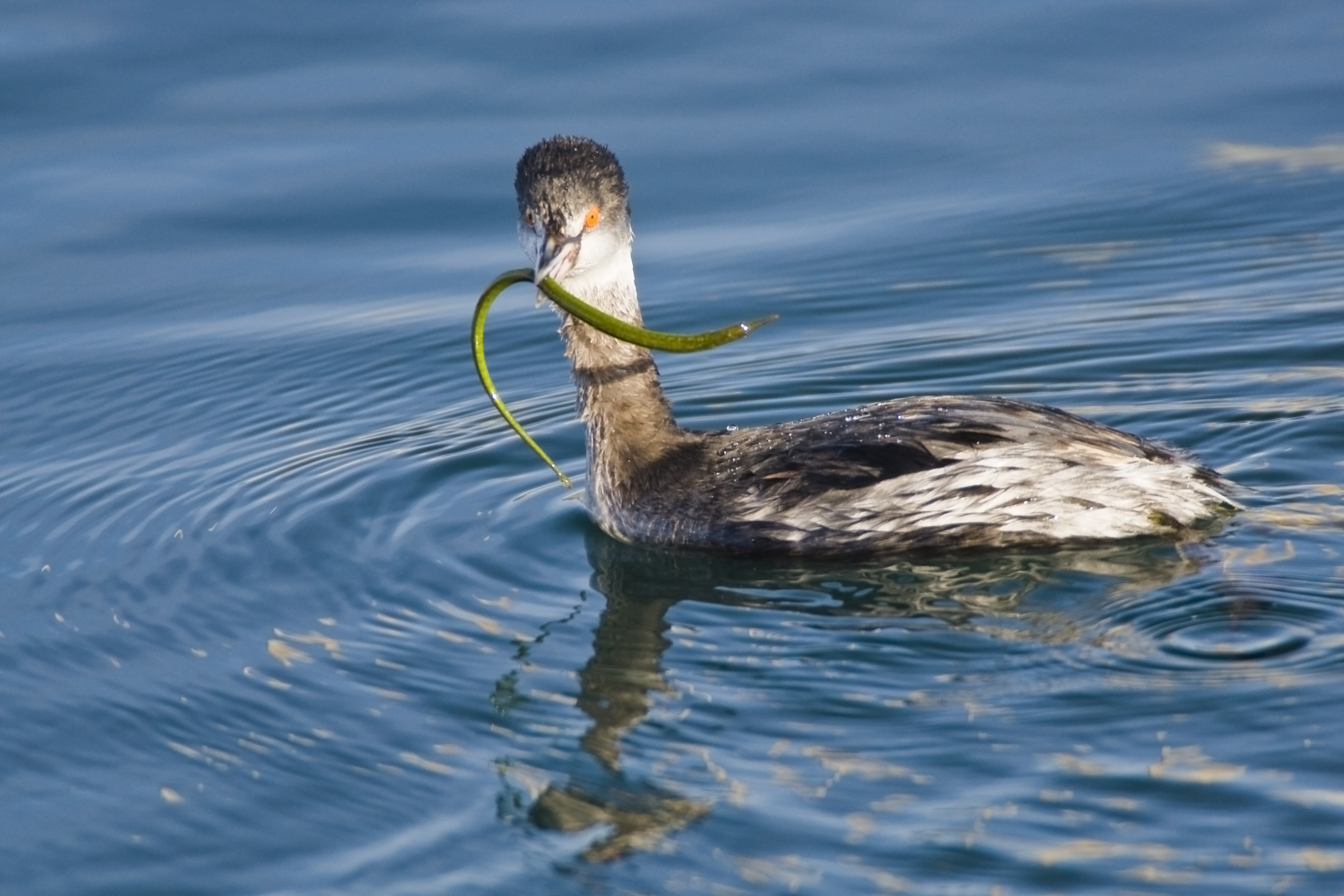
Ein an der Küste Kaliforniens überwinternder Schwarzhalstaucher hat eine Seenadel gefangen

Die Nahrung des Schwarzhalstauchers besteht vor allem aus Insekten und deren Larven sowie kleinen Crustaceen und Mollusken. Fische spielen in der Ernährung des Schwarzhalstauchers nur eine untergeordnete Rolle. Schwarzhalstaucher finden ihre Nahrung überwiegend tauchend. Die Tauchdauer beträgt meist mehr als 30 Sekunden, die Tauchtiefe gewöhnlich weniger als 2,5 Meter, ausnahmsweise bis zu 5,5 Meter. Schwarzhalstaucher stecken häufig ihren Kopf bis knapp über die Augen ins Wasser, um nach Nahrung Ausschau zu halten. Sehr selten picken sie Nahrung von der Wasseroberfläche auf oder durchschnattern die Wasseroberfläche.

## Fortpflanzung
Ihre Geschlechtsreife erreichen Schwarzhalstaucher bereits im ersten Lebensjahr. In Schleswig-Holstein stellen einjährige Schwarzhalstaucher zwanzig Prozent der Brutpopulation. Die Paarbildung erfolgt in den Überwinterungsgebieten und während des Frühjahrszuges. Zu Partnerwechseln kommt es aber auch noch nach Brutbeginn.
Schwarzhalstaucher sind Koloniebrüter. Solche Kolonien können aus einigen wenigen Nestern bestehen, aber auch bis zu 400 Nester umfassen,.

### Balz
Während des Zuges zeigen Schwarzhalstaucher nicht das volle Balzverhalten. Charakteristisch ist eine Gruppenbalz, bei der zwei bis vier Posen und Rufe in der Stunde wechseln. Paare bleiben während einer Brutsaison zusammen (sogenannte monogame Saisonehe), gelegentlich auch noch die anschließende Wintersaison.
Das vollständige Balzverhalten wird kurz nach der Ankunft in den Brutgebieten gezeigt. Es setzt sich aus einem aggressiven Verhalten, einer Balz auf dem Wasser sowie eine Werbung um den Partnervogel auf der Nestplattform zusammen. In den meisten Fällen balzen Schwarzhalstaucher in Gruppen von zwei bis vier Paaren. Eingeleitet wird die Balz meist durch einen Vogel, der sich aktiver als die anderen Vögel verhält und pausenlos Pfiffe von sich gibt, die in schneller werdende Triller übergehen. Dieses erregte Verhalten überträgt sich dann auf andere Vögel. Sie zeigen dann primär ein aggressives Verhalten, bei dem sie nach anderen Vögeln hacken oder sich mit vorgestrecktem Kopf verfolgen.
Bei der Balz auf dem Wasser zeigen Schwarzhalstaucher ähnlich wie Haubentaucher die sogenannte Geisterpose, bei der ein Brutvogel vor dem anderen langsam auftaucht. Zur Balz gehört auch ein Präsentieren von Nistmaterial, der sogenannte Pinguintanz, bei dem die Vögel ihren Oberkörper weit aus dem Wasser erheben während sie gleichzeitig heftig mit den Füßen Wasser treten, die sogenannte Katzenpose, bei der Schwarzhalstaucher die Flügel anheben, die Schulterfedern aufplustern und die Haube aufstellen, Parallelschwimmen und ein Fluglauf. Diese Balzposen gleichen in vielem dem des Haubentauchers.
Die Werbung auf der Nestplattform beginnt mit einer Paarungsaufforderung auf dem Wasser in unmittelbarer Nähe der Nestplattform. Dieser folgt eine Paarungsaufforderung auf dem Nest. Die Kopulation erfolgt auf dem Nest.

### Nest und Jungvögel

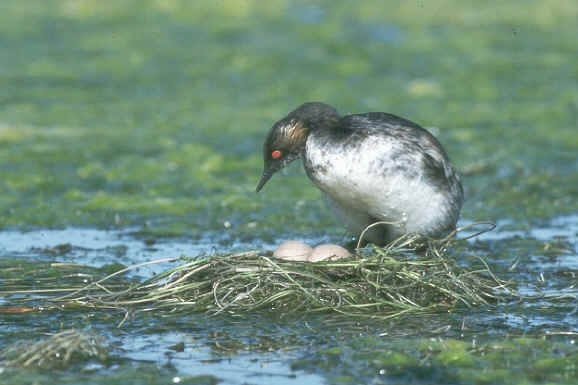
Schwarzhalstaucher am Nest

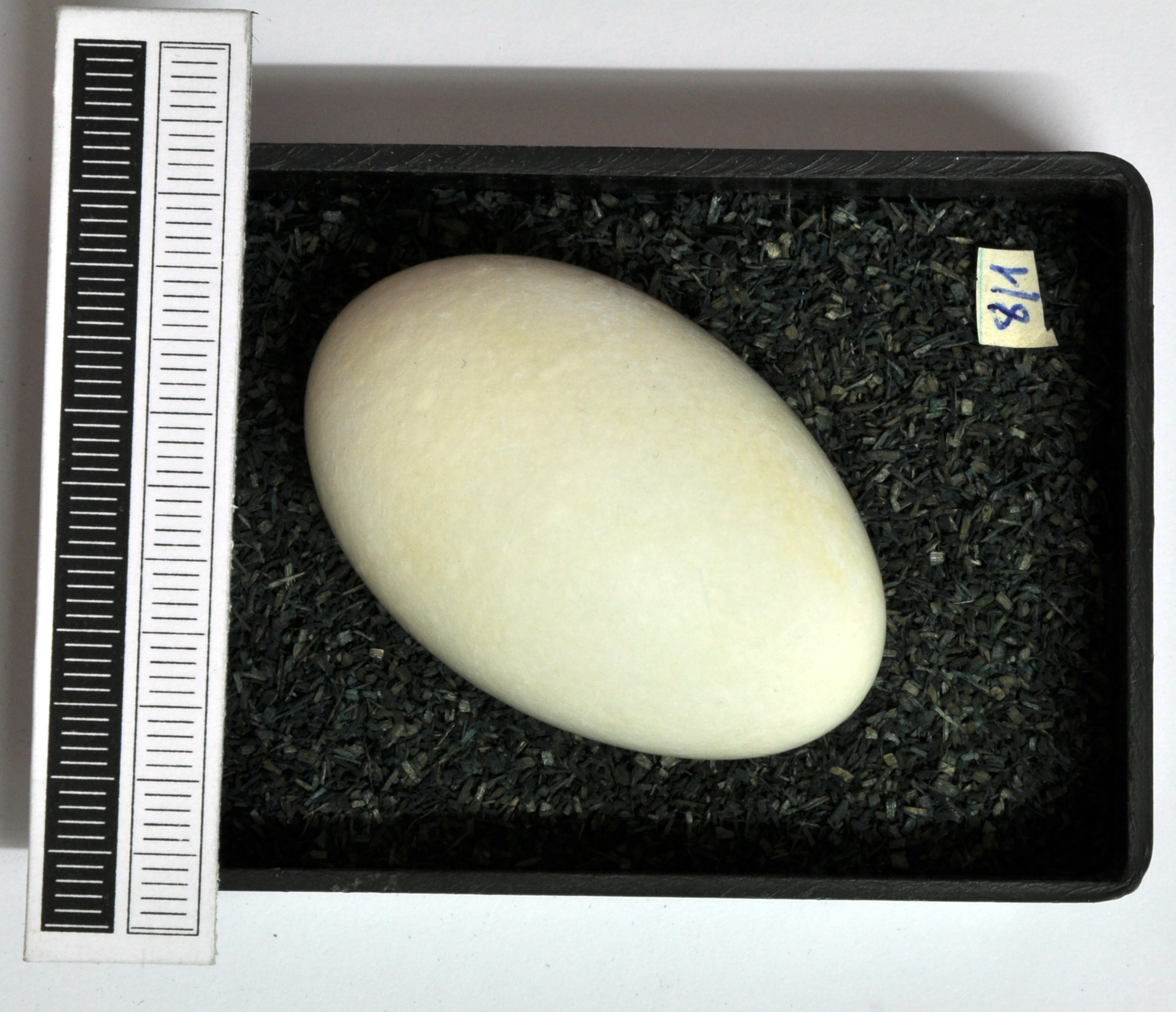
Gelege, Sammlung Museum Wiesbaden

Schwarzhalstaucher errichten ihre Nester häufig auf überschwemmten Flächen, häufig in der Nähe von Kolonien von Lach-, Sturm-, Silber- oder Zwergmöwen oder von Seeschwalben wie Trauer-, Weißflügel- und Flussseeschwalbe. Sie bauen auch Schwimmnester, die sich im Unterschied zu anderen Lappentaucher zwischen lichter Überwasservegetation befindet. Charakteristisch für die Art ist, dass sie mit dem Bau von zwei bis fünf Nestern beginnen, aber nur eines fertig bauen und dieses zum Brüten nutzen. Am Bau der Nester sind beide Elternvögel beteiligt.
In geeigneten Lebensräumen ist der Abstand zwischen einzelnen Schwarzhalstauchernestern sehr gering, verteidigt wird nur in eine Umgebung von etwa 0,6 Meter um das Nest. Unterschreitet ein anderer Schwarzhalstaucher diese Entfernung, reagieren die Revierbesitzer darauf mit einem Vorstrecken des Kopfes und einem geöffneten Schnabel. Die Haube wird erregt aufgestellt und gesenkt.
Der Legebeginn ist ab Mitte April/Anfang Mai und zieht sich bis Juni hin. Ersatz- und Zweitgelege werden bis Ende August gelegt. Die Gelege umfassen in der Regel drei bis vier Eier. Frisch gelegte Eiler sind zunächst mattweiß. Durch das feuchte Nistmaterial werden sie bald grünlich, grünlich braun oder sogar dunkelbraun. Die Eiablage erfolgt in der Regel täglich, das Brutgeschäft wird ab dem 2. Ei aufgenommen. Die Brutdauer beträgt 20 bis 22 Tage. An der Brut sind beide Elternvögel beteiligt. Das Gelege wird immer nur für sehr kurze Zeit verlassen. Bei Beunruhigung etwa durch einen sich nähernden Menschen bedecken sie die Eier mit Nistmaterial und gehen dann aufs Wasser, wo sie sich unweit in der Vegetation verstecken. Auf die Annäherung von anderen Lappentauchern oder Seeschwalben reagieren sie mit einem drohenden Kopfvorstrecken und Zischlauten. Die Eier werden von dem brütenden Elternvogel alle 20 bis 40 Minuten gewendet. Während der Schlupfzeit erheben sich Schwarzhalstaucher alle 10 bis 15 Sekunden vom Nest.
Die Küken schlüpfen in einem Abstand von etwa einem Tag. Sobald ihr Dunenkleid trocken ist, klettern sie auf den Rücken der Altvögel. Sie verbringen dort in der Regel ihre ersten acht Lebenstage und werden auch dort gefüttert. Selbständig sind die Jungvögel in einem Alter von 21 Lebenstagen.

### Negative Einflussfaktoren
Offen liegende Nester werden von Aaskrähen und Rohrweihen zerstört. Aus diesem Grund ist auf Gewässern, wo Schwarzhalstaucher immer wieder durch den Menschen beunruhigt werden und deswegen ihre Nester verlassen, der Bruterfolg geringer. Nester werden aber auch durch Wellengang zerstört oder die Elternvögel geben ihre Brut auf, weil der Wasserstand während der Bebrütung stark zurückgegangen ist.

## Bestand

### Aktueller Bestand

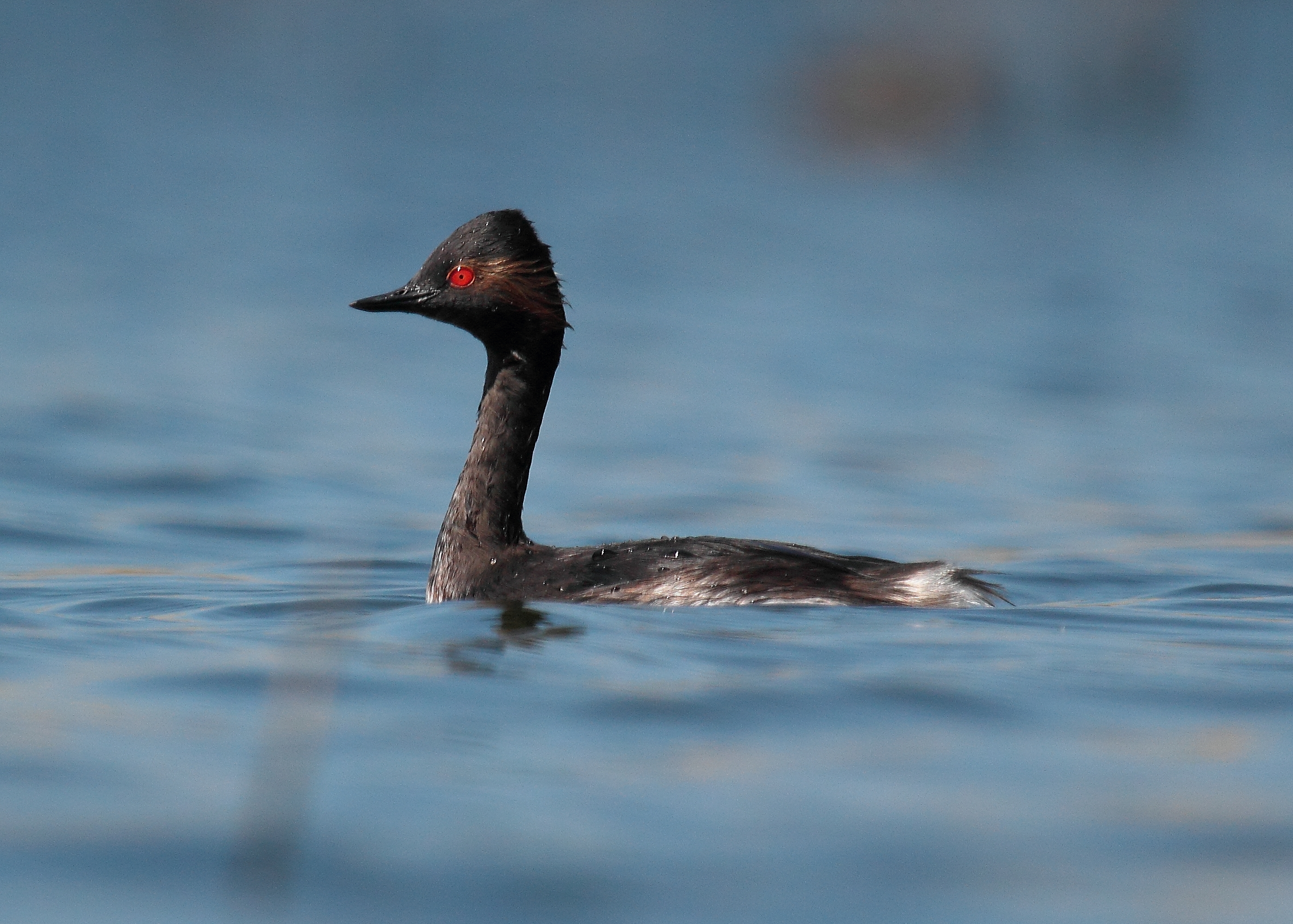
Schwarzhalstaucher, Spanien

Der Brutbestand in Europa beträgt zwischen 53.000 und 96.000 Brutpaare. Etwa 75 Prozent leben im europäischen Südwesten Russlands sowie der Ukraine. In Mitteleuropa brüten zwischen 7.100 und 10.000 Brutpaare. Der mitteleuropäische Verbreitungsschwerpunkt liegt in Deutschland und Polen. Auf dem schleswig-holsteinischen Lanker See ist mit rund 250 Brutpaaren die größte Kolonie in Mitteleuropa beheimatet. In Tschechien, wo früher zahlreiche Schwarzhalstaucher vorkamen, sind die Bestände stark zurückgegangen. Deutlich größer ist der Bestand in Nordamerika, wo etwa 1,5 Millionen Brutpaare vorkommen.
Typisch für den Schwarzhalstaucher sind lokal erhebliche Fluktuationen der Bestandszahlen. Zu Massenvermehrungen trägt unter anderem die Neigung bei, in Kolonien zu brüten. In Jahren mit zu hohem oder zu niedrigem Wasserstand oder eine Abwanderung an attraktivere Brutplätze kann es lokal zu drastischen Einbrüchen an etablierten Brutstandorten. Zur Neuansiedlungen von Schwarzhalstauchern kommt es besonders häufig in Kolonien von Lachmöwen und Sumpfseeschwalben.
Störungen in den Brutgebieten sowie in den wichtigen Mausergebieten etwa durch starke Freizeitaktivitäten können sich erheblich auswirken. Intensive Fischzucht bedeutet für diese Art eine erhebliche Nahrungskonkurrenz. In einzelnen Regionen besteht auch eine Abhängigkeit von Lachmöwenkolonien. Wo diese Kolonien zusammenbrechen kommt es häufig auch zu einer Abwanderung von Schwarzhalstauchern.
Die Rote Liste der Brutvögel Deutschlands stuft die Art als „gefährdet“ (Stufe 3) ein.

### Bestandsentwicklung
In Mitteleuropa gab es in dem Zeitraum zwischen dem Ende des 19. Jahrhunderts bis etwa 1930 eine Ausbreitungswelle, bei der viele Regionen neu besiedelt wurden. Diese Bestände gingen in den letzten Jahrzehnten wieder zurück, es kam stattdessen zu einem Bestandsanstieg und Arealausweitung in Nord- und Westeuropa. In den vormals wichtigen Brutgebieten Mitteleuropas in Tschechien, Polen, Österreich und Ungarn kam es jedoch zum Teil zu starken Bestandsrückgängen. So gingen die Bestände in Tschechien in den 1980er und 1990er Jahren um achtzig Prozent zurück. In Österreich brüten nur noch zwischen zwanzig und sechzig Brutpaare. In Deutschland nahmen die Bestände zum Teil sehr stark zu. Hauptverbreitungsgebiete sind Schleswig-Holstein und Mecklenburg-Vorpommern, wo Eindeichungen zu neuen Überschwemmungsflächen geführt haben, die dieser Art geeigneten Lebensraum bieten. Auch in Baden-Württemberg und am Bodensee sind die Bestände gestiegen. Gleiches gilt für einige Regionen in Bayern und Brandenburg sowie im Süden Polens. In Hessen, wo die Bestände zu Beginn der 1960er Jahre erloschen waren, kam es seit den 1980er Jahren zu einer Wiederbesiedelung. In den Niederlanden, wo der Bestand in den 1970er Jahren weniger als 70 Brutpaare betrug, hat sich der Bestand wieder auf 300 bis 500 Brutpaare erholt.

### Bestandsprognose
Der Schwarzhalstaucher gilt als eine der Arten, die vom Klimawandel besonders betroffen sein wird. Ein Forschungsteam, das im Auftrag der britischen Umweltbehörde und der Royal Society for the Protection of Birds die zukünftige Verbreitungsentwicklung von europäischen Brutvögeln auf Basis von Klimamodellen untersuchte, geht davon aus, dass sich bis zum Ende des 21. Jahrhunderts das Verbreitungsgebiet des Schwarzhalstauchers deutlich verändern wird. Das Verbreitungsgebiet wird sich nach dieser Prognose um etwa achtzig Prozent verkleinern. Das Verbreitungsgebiet wird sich auf das Baltikum konzentrieren. Zum Verbreitungsgebiet gehören dann auch die atlantische Küste Norwegens sowie Südschweden. Prognostiziert wird, dass der Schwarzhalstaucher nach wie vor zum Brutbestand Mitteleuropas gehört, jedoch ist das Verbreitungsgebiet dann deutlich lückiger.

## Trivia
Der Asteroid des äußeren Hauptgürtels (8751) Nigricollis ist nach dem Schwarzhalstaucher benannt (wissenschaftlicher Name: Podiceps nigricollis). Zum Zeitpunkt der Benennung des Asteroiden am 2. Februar 1999 befand sich der Schwarzhalstaucher auf der niederländischen Roten Liste gefährdeter Arten.